# 安昌男
安 昌男（アン・チャンナム、1901年3月19日-1930年4月2日）とは、大日本帝国の飛行士。日本で最初の朝鮮人飛行士。本貫は順興安氏。

## 人物
1901年9月、漢城府に生まれる。アート・スミスの曲芸飛行を見て飛行士になると決意した。
1915年3月、渼洞普通学校卒業。同年4月、徽文義塾に入るが、1919年に中退して日本に渡った。大阪自動車学校専修科で発動機関連の教育を3か月受けて運転免許を取得。学費調達のため一時帰国し、同年に東京の赤羽飛行機製作所機体部に入り、飛行機の構造などを6か月間研究した。1920年8月に小栗飛行学校に入学して優秀な成績で卒業すると同校の教官に任じられる。朝鮮に飛行学校を設立する夢があったが資金難のため挫折する。1921年5月に三等飛行機操縦士第2号航空免状を交付される。1922年1月に飛行学校に入学した本田稲作とは奇妙にウマが合い親友付き合いが続くようになる。同年、昇格試験を受けて合格し、5月9日付で二等飛行機操縦士第57号を取得した。
資格を取得後は東京で飛行士として仕事をこなす日々が続いた。1922年11月に東京・大阪間郵便飛行競技に中島式150馬力で参加して、見事往復を完了して賞金3千円を獲得。同年12月には京城で母国訪問飛行をした。これにより安に憧れて日本の飛行学校で学ぶ朝鮮人の青年が増えた。1923年6月、第4回懸賞飛行競技大会に参加。成績は1105キロを8時間20分で2等となった。中島式150馬力1台とそれの整備並びに輸送費に相当する金額及び燃料10時間分が贈られた。
1923年8月、星亨の追悼式に合わせたビラを散布中に水田に墜落する事故が起こる。
1923年9月1日、関東大震災が発生して小栗飛行学校が閉鎖となる。安は、地震が起きる3日前の8月29日から急病で入院生活を送っており、震災によって避難して前橋市に身を寄せていた。9月2日、安を探していた本田との再会を喜び、本田に「東京で今、朝鮮人に対し不穏な動きがあるようで心配している。すまないが、なんとか君の手で保護してやってはくれんだろうか」と頭を下げた。やがて本田の協力で友人数人と共に下関市に行き関釜連絡船で帰国した。体調が回復すると本田と2人で千葉県津田沼の伊藤音次郎を訪ねて伊藤飛行場の使用許可をもらい飛行訓練を続けた。
1924年、伊藤飛行機研究所で傾斜飛行について研究していた。同年9月27日、二等飛行士の鈴木菊雄と飲食店にいた際に3人の暴漢に襲われる。日本国粋団員を称する者から、朝鮮独立運動に関係しているだろうと脅され、金品を強請られるようになったので、密かに東京に戻って身を潜め、やがて中島式5型機を処分して京城に帰った。
1924年10月17日、弟子である本田稲作飛行士が鹿児島に本田飛行場を開設することになり、飛行場開きで公開飛行を行った。これが日本での最後の飛行となった。1925年1月に中国へ亡命して山西軍閥に参加する。同年冬、閻錫山が設立した山西航空兵団（団長：劉傑）飛行員。山西航空学校の飛行教官などを務めた。1930年4月、航空学校での訓練飛行中に砂塵で視界を遮られて山の斜面に激突、29歳で事故死した。
没後の2001年、建国勲章愛国章が追叙された。